# Stor lilariska
Stor lilariska (Lactarius violascens) är en svampart som först beskrevs av J. Otto, och fick sitt nu gällande namn av Elias Fries 1838. Stor lilariska ingår i släktet riskor och familjen kremlor och riskor.  Arten är reproducerande i Sverige. Inga underarter finns listade i Catalogue of Life.

## Källor

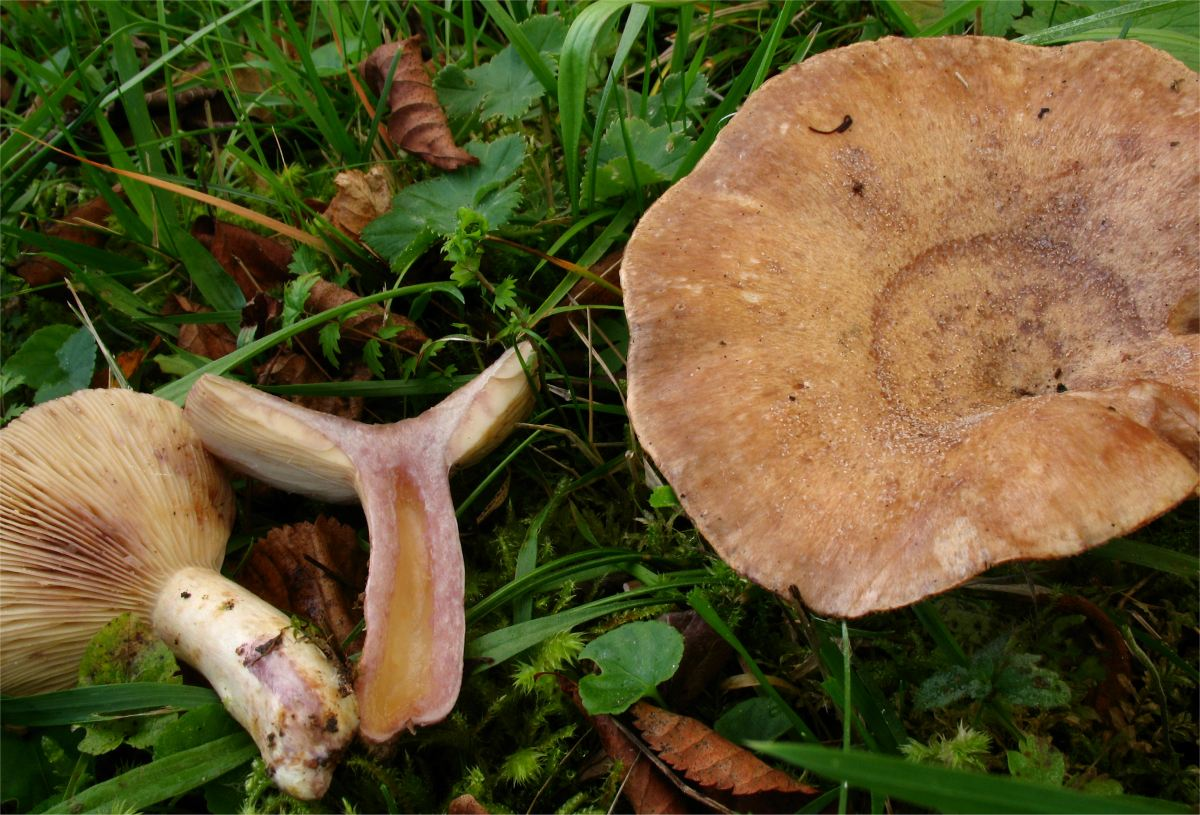